# Adam Marjam
Adam Ahmed Marjan (arabe : آدم أحمد مرجان), né le 23 septembre 1957 au Koweït, est un footballeur international koweïtien, qui évoluait au poste de gardien de but.

## Biographie

### Carrière en équipe nationale
Avec l'équipe du Koweït, il figure dans le groupe des sélectionnés lors de la Coupe du monde de 1982.
Lors du mondial organisé en Espagne, il officie comme gardien remplaçant et ne joue aucun match.